# Череваха (річка)
Черева́ха (Набруска) — річка в Україні, в межах Маневицького та Камінь-Каширського районів Волинської області. Права притока Стоходу (басейн Прип'яті).

## Опис
Довжина 30 км, площа водозбірного басейну 206 км². Похил річки 0,66 м/км. Долина невиразна. Заплава заболочена. Річище звивисте, завширшки 5—6 м, завглибшки до 1—1,5 м, на значному протязі поглиблене і випрямлене. Використовується як водоприймач осушувальної системи. Стік зарегульовано ставками. 

## Розташування
Череваха бере початок біля села Черевахи, в межах Волинського моренного пасма. Тече по території Поліської низовини переважно на північний захід (місцями — на північ). Впадає до Стоходу на північний захід від села Набруска. 
Над річкою розташовані села: Череваха, Градиськ, Нова Руда, Набруска.